# Verkehrsbezeichnung
Die Verkehrsbezeichnung eines Lebensmittels war laut § 4 Lebensmittel-Kennzeichnungsverordnung (LMKV) die in Rechtsvorschriften festgelegte Bezeichnung. Mit Inkrafttreten der Lebensmittel-Informationsverordnung wurde der Begriff durch Bezeichnung des Lebensmittels ersetzt.
Es kann sich handeln um
1. die gesetzlich festgelegte Bezeichnung oder
2. die nach allgemeiner Verkehrsauffassung übliche Bezeichnung (die teilweise im Deutschen Lebensmittelbuch beschrieben werden) oder
3. eine Beschreibung des Lebensmittels und erforderlichenfalls seiner Verwendung, die es dem Verbraucher ermöglicht, die Art des Lebensmittels zu erkennen und es von verwechselbaren Erzeugnissen zu unterscheiden.

## Beispiele
Verkehrsbezeichnungen sind z. B.
- Zuckerart
- Fruchtsaft
- Milchschokolade
- Kuvertüre (ein Gegenbeispiel wäre wohl kakaohaltige Fettglasur)
- Milch
- Käse (für ein Gegenbeispiel siehe Kunstkäse) siehe insbesondere Käseverordnung
- Wein